# Vouvray-sur-Huisne
Vouvray-sur-Huisne è un comune francese di 157 abitanti situato nel dipartimento della Sarthe nella regione dei Paesi della Loira.

## Società

### Evoluzione demografica
Abitanti censiti